# Gölsjön (Ringarums socken, Östergötland)
Gölsjön är en sjö i Valdemarsviks kommun i Östergötland och ingår i Söderköpingsåns huvudavrinningsområde.